# جهاد أباد (أرمو)
جهاد أباد (بالفارسية: جهادآباد) هي قرية تقع في إيران في قسم أرمو الريفي. يقدر عدد سكانها بـ 428 نسمة بحسب إحصاء 2016.